# Chelostoma styriacum
Chelostoma styriacum là một loài Hymenoptera trong họ Megachilidae. Loài này được Schwarz & Gusenleitner mô tả khoa học năm 1999.